# Vachtang Ananjan

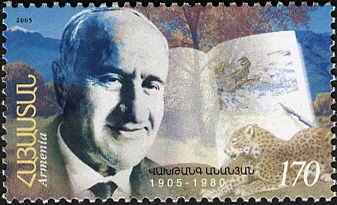
Vachtang Ananjan na arménské poštovní známce z roku 2006.

Vachtang Ananjan (arménsky Վախթանգ Անանյան) (26. července 1905, Poghoskilisa, dnes Šamachjan – 4. března 1980, Jerevan) byl arménský sovětský spisovatel, autor knih pro mládež.

## Život
Ananjan se narodil jako syn chudého zedníka a rolníka. Nezískal prakticky žádné vzdělání, jen po revoluci absolvoval rok stranické školy a kurzy Komsomolu. Za občanské války byl komunistickým funkcionářem a od roku 1926 pracoval v Jerevanu jako novinář a redaktor. Publikovat začal roku 1930. Za druhé světové války působil jako frontový dopisovatel.
Jako spisovatel se stal známým především svými romány pro mládež a také drobnými prózami o přírodě a loveckými příběhy. Jeho dílo patřilo ke zlatému fondu sovětské dětské literatury a bylo hojně překládáno. Roku 1971 obdržel Arménskou státní cenu.

## Dílo
- V ohnivém kole 1930, В огненном кольце), příběh z občanské války.
- Lovecké povídky (Рассказы охотника, arménsky Vorsordakan patmvackner), šest svazků 1947, 1950, 1953, 1955 a 1957.
- Na bitevním poli (1946, На поле битвы), sborník válečných črt.
- Po válce (1947, После войны), sborník črt.
- Na břehu Sevanu (1950, На берегу Севана, arménsky Sevani apin), dobrodružné vyprávění ze života mladých přírodovědců z kolchozní vesnice na úpatí Kavkazu, kteří podnikají výpravy do hor a k horskému jezeru Sevan.
- Zajatci Pardálí soutěsky (1956, Пленники Барсова ущелья, arménsky Hovazadzori gerinere), dobrodružný román pro mládež o skupině pionýrů, kteří při své cestě z kolchozní farmy uváznou pro nenadálý příchod zimy v soutěsce kavkazských hor.
- Rodné hory (1960, Lerner hajreni).
- Živočišný svět Arménie (1961–1967, Животный мир Армении), čtyřsvazková práce o arménské fauně.

## Filmové adaptace
- Tajemství horského jezera (1954, Тайна горного озера), sovětský film podle knihy Na břehu Sevanu, režie Alexandr Rou.
- Zajatci Pardálí soutěsky (1957, Пленники Барсова ущелья), sovětský film, režie Jurij Erzinkan.

## Česká vydání
- Dech arménské země, Mír, Praha 1951, přeložila Zora Beráková, jde o výbor z arménských povídek a novel, ve kterém jsou obsaženy tři Ananjanovy lovecké povídky.
- Na břehu Sevanu, Mladá fronta, Praha 1952, přeložila Věra Taucová.
- Zajatci Pardálí soutěsky, SNDK, Praha 1959, přeložil Jaromír Jedlička, znovu Albatros, Praha 1974 a 1988.